# Chloé Stefani
Pour les articles homonymes, voir Stefani.
 (juin 2017).
Si vous disposez d'ouvrages ou d'articles de référence ou si vous connaissez des sites web de qualité traitant du thème abordé ici, merci de compléter l'article en donnant les références utiles à sa vérifiabilité et en les liant à la section « Notes et références ».
Chloé Stefani est une actrice et chanteuse française.

## Biographie
Née le 26 avril 1985 à Paris dans le 14e arrondissement, c’est à Saint-Cloud qu’elle grandit, fait sa scolarité et prend ses premiers cours de théâtre à l’Ecla Théâtre. À 14 ans, elle passe son premier casting et est choisie pour jouer dans le film de Lionel Delplanque Les Lustrales.
Après une licence d'anglais à la Sorbonne, elle est sélectionnée à l'école du Studio-théâtre d'Asnières, dirigée par Jean-Louis Martin-Barbaz et Hervé Van der Meulen.
Elle enchaîne successivement plusieurs rôles à la télévision, aux côtés entre autres de Judith Magre, Vincent Perez, Victor Lanoux, Éric Elmosnino, Denis Lavant… C’est notamment elle qui, de 2005 à 2007, interprète Juliette, le rôle humain le plus populaire de la série-jeunesse 5, rue Sésame.
En 2010, elle joue Gabrielle d'Estrées dans Henri IV, grand amour du roi de France interprété par Julien Boisselier ; film présenté à la Berlinale.
En 2015, elle interprète Coco dans L'Affaire SK1 aux côtés notamment de Raphaël Personnaz et Nathalie Baye ; film multi-récompensé et nommé deux fois à la 41e Cérémonie des César.
En 2018, elle est, avec  Pierre Niney et Anaïs Demoustier à l'affiche du film Sauver ou périr sorti en salles le 28 novembre et réalisé par le réalisateur français Frédéric Tellier.

## Filmographie

### Cinéma
- 1995 : Les Lustrales, moyen métrage de Lionel Delplanque : Mathilde
- 2010 : Henri IV de Jo Baier : Gabrielle d'Estrées
- 2011 : After Fall, Winter d'Eric Schaeffer (en)
- 2015 : L'Affaire SK1 de Frédéric Tellier : Coco
- 2018 : Sauver ou périr de Frédéric Tellier : Nathalie
- 2022 : Goliath de Frédéric Tellier : Lucie
- 2023 : L'Abbé Pierre : Une vie de combats de Frédéric Tellier : Marlène Porte
- 2024 : Frères d'Olivier Casas : Lise, la femme de Michel

### Télévision
- 2005 : Le Tuteur (Il fera beau demain) de José Pinheiro : Eugénie Messian
- 2006 : Comment lui dire de Laurent Firode : Caroline
- 2006 : Jeanne Poisson, marquise de Pompadour de Robin Davis : Henriette
- 2007 : Le Réveillon des bonnes de Michel Hassan : Jeanne
- 2007 : Commissaire Cordier (Cœur solitaire) de Régis Musset
- 2008 : RIS police scientifique (Lumière morte) de Christophe Barbier : Claire de Balanda
- 2009 : Les Petits Meurtres d'Agatha Christie (Les Meurtres ABC) d'Éric Woreth : Lili Daste
- 2010 : Rideau rouge à Raïsko de Jean-Louis Lorenzi : Betty
- 2011 : Bas les cœurs de Robin Davis : Louise Barbier
- 2011 : La Très Excellente et Divertissante Histoire de François Rabelais d'Hervé Baslé : Princesse d'amour
- 2012 : La Femme cachée de Michel Favart : Emma
- 2012 : Mon frère Yves de Patrick Poivre d'Arvor : Anne Keremenen
- 2013 : Commissaire Magellan (Chasse gardée) d'Étienne Dhaene : Blanche
- 2013 : Je vous ai compris de Frank Chiche : Janine
- 2013 : Chambre noire d'Arnaud Malherbe : Anna
- 2014 : Duel au soleil (saison 1) d'Olivier Guignard : Joséphine Vissac
- 2016 : Duel au soleil (saison 2) de Didier Le Pêcheur : Joséphine Vissac
- 2016 : Mongeville (Comme un battement d'ailes) de Sylvie Ayme : Amélie Lesparre
- 2016 : La Loi de Simon de Didier Le Pêcheur : Laure
- 2019 : Commissaire Magellan (Espèces protégées) d'Étienne Dhaene : Chloé
- 2019 : Nina, saison 5 épisode 7 (Les surhommes) de Jérôme Portheault : Justine
- 2023 : Nouveaux Meurtres à Saint-Malo de  Lionel Bailliu : Julie vasseur
- 2026 : Oradour, ne m'oublie pas de Pierre Aknine

## Doublage

### Cinéma

#### Films
- Rachel McAdams dans :
  - Il était temps (2013) : Mary
  - Every Thing Will Be Fine (2015) : Sara

- Anna Kendrick dans : 
  - The Voices (2015) : Lisa
  - Mr. Wolff (2016) : Dana Cummings

- 2008 : Dorothy : Dorothy Mills (Jenn Murray)
- 2009 : Toy Boy : Emily (Rachel Blanchard)
- 2009 : Castaway on the Moon : Kim Jung-yeon (Jung Ryeo-won)
- 2010 : Enter the Void : Linda (Paz de la Huerta)
- 2010 : Kaboom : London (Juno Temple)
- 2011 : Hop : Samantha O’Hare (Kaley Cuoco)
- 2011 : La Solitude des nombres premiers : Viola (Aurora Ruffino)
- 2012 : Mystery : Lù Jié (Hǎo Lěi (en))
- 2013 : The Bling Ring : Rebecca (Katie Chang)
- 2014 : Ida : Ida Lebenstein / sœur Anna (Agata Trzebuchowska)
- 2015 : Love : Omi (Klara Kristin)
- 2015 : Notre petite sœur : Chika (Kaho)
- 2015 : Mad Max: Fury Road : The Dag (Abbey Lee Kershaw)
- 2019[3] : La Loi de Téhéran : Elham (Parinaz Izadyar)
- 2021 : Tre piani : Monica (Alba Rohrwacher)
- 2022 : Le Trésor de Dolphin Bay : Jennifer (Allegra Teo)
- 2023 : Caravage : Artemisia Gentileschi (Lea Gavino)

#### Film d'animation
- 2009 : Summer Wars : Naomi

### Télévision

#### Téléfilm
- 2019 : Le Lycée du harcèlement : Reagan (Bayley Corman)

#### Séries télévisées
- 2015-2019 : Occupied : Ingrid Bø (Veslemøy Mørkrid (no)) (15 épisodes)
- 2019 : Il miracolo :  Sandra Roversi, la biologiste (Alba Rohrwacher)

#### Série d'animation
- 2011 : Flapacha, où es-tu ? : Annette

## Théâtre
- 2001 : Les petits Cailloux de Marie-Paule Ramo, mise en scène Marie-Paule Ramo
- 2006 : Sganarelle ou le Cocu imaginaire de Molière, mise en scène Francis Scuiller
- 2008 : Dissipation des brumes matinales de Dominique Paquet, Françoise Pillet et Karin Serres, mise en scène Patrick Simon
- 2018 : L'Adieu à la scène de Jacques Forgeas, mise en scène Sophie Gubri - Festival Off d'Avignon